# Help (Buffy the Vampire Slayer)
Help (Ayuda en América Latina) es el cuarto episodio de la séptima temporada de la serie de televisión Buffy la cazavampiros.
Buffy se asienta en su nuevo trabajo como consejera del Sunnydale High, ayudando a los adolescentes con problemas a solventar los mismos. Sin embargo, cuando una estudiante llamada Cassie calmadamente dice que le queda solo una semana de vida, Buffy se encuentra perdida. Buffy investiga, y pronto llega a creer que Cassie es más psíquica que suicida.

## Argumento
Una vez que se apagan las luces de una funeraria, Buffy (Sarah Michelle Gellar), Xander (Nicholas Brendon) y Dawn (Michelle Trachtenberg) salen de unos ataúdes donde estaban escondidos. Ellos hablan de los nervios de Buffy por su nuevo empleo y los problemas que puedan ocurrir cuando tenga que mezclar su trabajo como Cazadora con el de ser Consejera Escolar. En uno de los ataúdes, los tres encuentran a una mujer que pronto se convierte en vampiro y Buffy se hace cargo de ella.
En la escuela al día siguiente, Buffy habla con varios estudiantes quienes le cuentan sus problemas. Willow (Alyson Hannigan) y Xander caminan juntos hasta la tumba de Tara donde Willow le habla con voz triste. 
Buffy habla con más estudiantes, incluyendo a su propia hermana, hasta que una chica llamada Cassie Newton (Azura Skye) le comenta que ella va a morir el viernes siguiente. Buffy le hace varias preguntas pero Cassie no le responde. Ella dice que no lo comprende, pero que de la misma forma que sabe que se va a morir, también sabe que habrá muchas monedas. Cuando se levanta para marcharse a su clase, le dice a Buffy que cuide su camisa para que no se la salpique de nada. Buffy le informa al Director Wood (D.B. Woodside), pero él no la ayuda como ella se lo esperaba. Al salir de la oficina de Wood se salpica la camisa con café, cosa que hace sospechar a Buffy, así que envía a Dawn para que se haga amiga de ella. Dawn se encuentra con Cassie y hablan de Mike, un amigo de Cassie, el cual continuamente le invitaba a ella a un baile del cual Cassie siempre rechazaba la invitación.
Willow investiga a Cassie en su computadora y encuentra una página hecha por esta que contiene poemas tristes y mórbidos. Dawn regresa a casa y cree que el problema de Cassie es Mike, pero Buffy y los demás no le prestan mucha atención. Buffy sospecha que Cassie tiene la habilidad de la precognición y ha tenido una visión de su propia muerte, pero no le creen. Willow encuentra en internet que el padre de Cassie ha tenido problemas con la ley y el alcohol. Buffy y Xander van a visitar al padre de Cassie (Glenn Morshower) y lo confrontan con sus sospechas de que él golpea a su hija cuando está ebrio. El señor Newton niega la acusación, informándoles que la exesposa de él solo le deja verla un fin de semana al mes, y ese viernes no le corresponde verla, así que Buffy se da cuenta de que el señor Newton no podrá matar a su hija esa semana tal como lo predijo Cassie. Saliendo de la casa del señor Newton, Buffy y Xander se encuentran con Cassie, quien le dice que no hay nada que ellos puedan hacer para que ella no muera. Xander le pregunta si se va a suicidar pero ella se lo niega. Ella les explica que no quiere morir, pero que va a pasar ese viernes.
Mientras tanto, un grupo de chicos con capas rojas reunidos alrededor de un círculo queman unas fotos de Cassie. Buffy va al sótano de la escuela y le pregunta a Spike (James Marsters) si sabe algo de Cassie. Como él dice que no sabe nada, Buffy se voltea para marcharse pero Spike le pide que se quede con él. Ella le dice que su presencia parece empeorar la condición de él, así que lo mejor para ambos es que no estén cerca.
El director Wood y otro profesor andan revisando los casilleros de los estudiantes cuando Buffy encara a Mike (J Barton) para ver si tiene algún motivo para lastimar a Cassie por haberlo rechazado, pero él lo niega, debido a que ahora quiere llevar a Dawn al baile. Una gran cantidad de monedas caen de un casillero, llamando la atención de Buffy. Buffy detalla una de las monedas y mira el número del casillero de donde cayeron. Después de un interrogatorio violento, el estudiante dueño de ese casillero confiesa que algunos de sus amigos quería hacerle daño a Cassie. Dawn y Cassie caminan alejándose de la escuela y Cassie le revela a Dawn que sabe que Buffy la envió para que la vigilara. En ese momento, un estudiante llamado Peter (Zachary Ty Bryan) se acerca y Cassie (sabiendo que no volvería a ver a Dawn) le dice que no importa lo que le pase a ella, no sería culpa de Dawn. Peter le pregunta a Dawn si tiene pareja para el baile pero solo quiere ser cretino con ella, porque luego se burla y se aleja. Irritada, Dawn se voltea para buscar a Cassie pero ella ya no está. En la escuela, esa misma noche, el grupo en capas rojas están en un círculo con monedas, donde uno de los chicos resulta ser Peter. Él se asegura con sus compañeros de que no halla ninguna forma de entrar o de salir de la escuela. De pronto empuja hasta el centro de círculo a una atada y amordazada Cassie, que será sacrificada para que un demonio les de "infinitas riquezas" a los chicos. Cuando Peter comienza el ritual, Buffy se revela como una de las personas encapuchadas. Ella no sabe que el ritual ha tenido éxito sino hasta que el demonio aparece detrás de ella. Buffy pelea con el demonio y Spike aparece con una antorcha en llamas para ayudarla. Buffy utiliza la antorcha para quemar al demonio mientras Spike libera a Cassie de sus ataduras. Después de liberarla, ella le dice a Spike "Un día ella te lo dirá". Desesperado, Peter se arrastra sobre los restos quemados del demonio, pidiéndole su dinero. El demonio inesperadamente se levanta y muerde a Peter en el hombro antes de explotar en una nube de polvo. Buffy y Cassie caminan juntas, dejando a Peter solo. Una trampa de los chicos se activa cuando ellas van a salir por la puerta pero Buffy ataja la flecha antes que ésta mate a Cassie. Buffy está feliz porque cree que detuvo la predicción de Cassie, y le dice a ella que una persona puede hacer la diferencia. Cassie le dice "Y lo harás" antes de caer al piso, muriendo en el acto. Al día siguiente, los scoobys hablan de un defecto congénito que tenía el corazón de Cassie. Ella iba a morir, no importara lo que hicieran. Buffy siente que le falló a Cassie, pero Dawn la corrige y le dice que no le falló porque trató hasta el final de salvarla. Buffy regresa a su trabajo, sabiendo que ella siempre hará lo posible para hacerlo todo bien, pero que de vez en cuando simplemente no podrá salvar a todo el mundo.

## Reparto

### Personajes principales
- Sarah Michelle Gellar como Buffy Summers.
- Nicholas Brendon como Xander Harris.
- Alyson Hannigan como Willow Rosenberg.
- Emma Caulfield como Anya Jenkins (acreditada pero no aparece).
- Michelle Trachtenberg como Dawn Summers.
- James Marsters como Spike.

### Personajes secundarios
- Sarah Hagan como Amanda.
- D.B. Woodside como el Director Wood.
- Azura Skye como Cassie Newton.
- J. Barton como Mike Helgenberg.
- Glenn Morshower como Mr. Newton
- Rick Gonzalez como Thomas.
- Beth Skipp como Lulu.
- Anthony Harrell como Matthew.
- Jarrett Lennon como Martin Wilder.
- Daniel Dehring como Red Robed #1.
- A.J. Wedding como Red Robed #2.
- Marcie Lynn Ross como Dead Woman.
- Zachery Bryan como Peter.
- Troy R. Brenna como Avilas Demon.
- Kevin Christy como Josh.

## Detalles de la producción